# Temporada 1962 de Fórmula 1
Resultats de la Fórmula 1 a la temporada 1962.

## Sistema de puntuació
S'adjudicaven punts als sis primers llocs (9, 6, 4, 3, 2 i 1). Ja no es donen punts per la volta més ràpida. Per al recompte final del campionat només es tenien en compte els cinc millors resultats dels nou possibles.
També és puntuable per al Campionat del món de constructors.

## Curses
| Rnd | Cursa                        | Data           | Circuit           | Pilot         | Equip           | Resultats |
| --- | ---------------------------- | -------------- | ----------------- | ------------- | --------------- | --------- |
| 1   | Gran Premi d'Holanda         | 20 de maig     | Zandvoort         | Graham Hill   | BRM             | Resultats |
| 2   | Gran Premi de Mònaco         | 3 de juny      | Mònaco            | Bruce McLaren | Cooper - Climax | Resultats |
| 3   | Gran Premi de Bèlgica        | 17 de juny     | Spa-Francorchamps | Jim Clark     | Lotus - Climax  | Resultats |
| 4   | Gran Premi de França         | 8 de juliol    | Rouen Les Essarts | Dan Gurney    | Porsche         | Resultats |
| 5   | Gran Premi del Regne Unit    | 21 de juliol   | Aintree           | Jim Clark     | Lotus - Climax  | Resultats |
| 6   | Gran Premi d'Alemanya        | 5 d'agost      | Nürburgring       | Graham Hill   | BRM             | Resultats |
| 7   | Gran Premi d'Itàlia          | 16 de setembre | Monza             | Graham Hill   | BRM             | Resultats |
| 8   | Gran Premi dels Estats Units | 7 d'octubre    | Watkins Glen      | Jim Clark     | Lotus - Climax  | Resultats |
| 9   | Gran Premi de Sud-àfrica     | 29 de desembre | Prince George     | Graham Hill   | BRM             | Resultats |

## Posició final del Campionat de constructors de 1962
| Pos. | Equip                | Punts |
| ---- | -------------------- | ----- |
| 1    | BRM                  | 42    |
| 2    | Lotus - Climax       | 36    |
| 3    | Cooper - Climax      | 29    |
| 4    | LOLA - Climax        | 19    |
| 5    | Porsche              | 18    |
| 6    | Ferrari              | 18    |
| 7    | Brabham - Climax     | 6     |
| 8    | Lotus - BRM          | 1     |
| 9    | De Tomaso - O.S.C.A. | 0     |
| 10   | De Tomaso            | 0     |
| 11   | LDS - Alfa Romeo     | 0     |
| 12   | Gilby - BRM          | 0     |
| 13   | ENB - Maserati       | 0     |
| 14   | Emeryson - Climax    | 0     |
| 15   | Cooper - Alfa Romeo  | 0     |

## Posició final del Campionat de pilots de 1962
| Pos. | Pilot                   | N° | País          | Punts | Victòries | Podis | Poles |
| ---- | ----------------------- | -- | ------------- | ----- | --------- | ----- | ----- |
| 1    | Graham Hill             | 3  | Regne Unit    | 52    | 4         | 6     | 1     |
| 2    | Bruce McLaren           | 8  | Nova Zelanda  | 32    | 1         | 5     |       |
| 3    | Jim Clark               | 1  | Regne Unit    | 30    | 3         | 3     | 5     |
| 4    | John Surtees            | 6  | Regne Unit    | 19    |           | 2     | 1     |
| 5    | Dan Gurney              | 10 | EUA           | 15    | 1         | 2     | 1     |
| 6    | Phil Hill               | 10 | EUA           | 14    |           | 3     |       |
| 7    | Tony Maggs              | 9  | Sud-àfrica    | 13    |           | 2     |       |
| 8    | Richie Ginther          | 4  | EUA           | 10    |           | 2     |       |
| 9    | Jack Brabham            | 10 | Austràlia     | 9     |           |       |       |
| 10   | Trevor Taylor           | 9  | Regne Unit    | 6     |           | 1     |       |
| 11   | Giancarlo Baghetti      | 2  | Itàlia        | 5     |           |       |       |
| 12   | Lorenzo Bandini         | 6  | Itàlia        | 4     |           | 1     |       |
| 13   | Ricardo Rodríguez       | 4  | Mèxic         | 4     |           |       |       |
| 14   | Willy Mairesse          | 8  | Bèlgica       | 3     |           |       |       |
| 15   | Jo Bonnier              | 11 | Suècia        | 3     |           |       |       |
| 16   | Carel Godin de Beaufort | 15 | Països Baixos | 2     |           |       |       |
| 17   | Innes Ireland           | 11 | Regne Unit    | 2     |           |       |       |
| 18   | Masten Gregory          | 16 | EUA           | 1     |           |       |       |
| 19   | Neville Lederle         | 20 | Sud-àfrica    | 1     |           |       |       |
| 20   | Nasif Estefano          | 10 | EUA           |       |           |       |       |
| 21   | Nino Vaccarella         | 24 | Itàlia        |       |           |       |       |
| 22   | Rob Schroeder           | 26 | EUA           |       |           |       |       |
| 23   | Roberto Lippi           | 50 | Itàlia        |       |           |       |       |
| 24   | Roger Penske            | 14 | EUA           |       |           |       |       |
| 25   | Roy Salvadori           | 7  | Regne Unit    |       |           |       |       |
| 26   | Timmy Mayer             | 23 | EUA           |       |           |       |       |
| 27   | Wolfgang Seidel         | 34 | Alemanya      |       |           |       |       |
| 28   | Tony Shelly             | 60 | Nova Zelanda  |       |           |       |       |
| 29   | Mike Harris             | 22 | Zimbàbue      |       |           |       |       |
| 30   | Tony Settember          | 48 | EUA           |       |           |       |       |
| 31   | Ian Burgess             | 62 | Regne Unit    |       |           |       |       |
| 32   | Bernard Collomb         | 31 | França        |       |           |       |       |
| 33   | Bruce Johnstone         | 5  | Sud-àfrica    |       |           |       |       |
| 34   | Doug Serrurier          | 21 | Sud-àfrica    |       |           |       | 1     |
| 35   | Ernesto Prinoth         | 54 | Itàlia        |       |           |       |       |
| 36   | Ernie Pieterse          | 14 | Sud-àfrica    |       |           |       |       |
| 37   | Gerry Ashmore           | 52 | Regne Unit    |       |           |       |       |
| 38   | Hap Sharp               | 24 | EUA           |       |           |       |       |
| 39   | Maurice Trintignant     | 6  | França        |       |           |       |       |
| 40   | Heinz Schiller          | 28 | Suïssa        |       |           |       |       |
| 41   | Jackie Lewis            | 20 | Regne Unit    |       |           |       |       |
| 42   | Jay Chamberlain         | 26 | EUA           |       |           |       |       |
| 43   | Jo Siffert              | 42 | Suïssa        |       |           |       |       |
| 44   | John Campbell-Jones     | 4  | Regne Unit    |       |           |       |       |
| 45   | Keith Greene            | 56 | Regne Unit    |       |           |       |       |
| 46   | John Love               | 18 | Rhodèsia      |       |           |       |       |
| 47   | Lucien Bianchi          | 21 | Bèlgica       |       |           |       |       |
| 48   | Heini Walter            | 32 | Alemanya      |       |           |       |       |